# Havildar
Havildar est le grade équivalent à sergent au sein de l'armée britannique, juste au-dessus de Naik. Ce grade est toujours utilisé dans les armées indiennes et pakistanaises. 
Comme le sergent de l'armée britannique, l'Havildar porte trois chevrons comme insigne de grade. Les Havildar peuvent avoir des fonctions spécifiques (fonctions ouvrant droit à des primes), en dépendant de leur qualification et de leur ancienneté :
- Company Quartermaster Havildar (CQMH), qui assiste l'intendant de la compagnie dans la gestion des magasins et entrepôts. L'insigne est alors le même que celui d' Havildar (trois chevrons) avec en plus le lion d'Ashoka au-dessus des chevrons.
- Company Havildar Major (CHM) qui est le sous-officier le plus ancien au sein de la compagnie. L'insigne est un lion d'Ashok porté sur un bracelet de cuir au poignet droit.
- Regimental Quartermarster Havildar (RQMH) et Regimental Havildar Major (RHM). Ces fonctions sont sensiblement identiques à celles ci-dessus, mais au niveau du régiment.

L'équivalent dans la cavalerie et les unités blindées est le Daffadar